# Jean Vaislic
Jean Vaislic (ur. 5 kwietnia 1926 w Łodzi, zm. 7 stycznia 2022 w Tuluzie) – ocalały z Auschwitz, Glewitz, Groß-Rosen i Buchenwaldu, krzewiciel pamięci o Holokauście.

## Życiorys
Urodził się w Łodzi, gdzie jego rodzice prowadzili firmę zajmującą się wyrobami skórzanymi. W 1940 wraz z rodziną, w związku z pochodzeniem żydowskim, został osadzony w łódzkim getcie. Jeanowi udało się wydostać z getta, dzięki fałszywym dokumentom. Następnie włóczył się po gospodarstwach rolnych, będąc dokarmianym przez chłopów. Aresztowany, nie mając dokumentów podczas kontroli, został potraktowany jako Polak – włóczęga i skierowany do obozu pracy przymusowej. W 1944, wciąż traktowany jako niebędący Żydem, został wysłany do Auschwitz-Birkenau, gdzie otrzymał numer B8580, następnie został przeniesiony do Gleiwitz I, gdzie zajmował się naprawą cystern kolejowych Deutsche Reichsbahn, następnie zaś do podobozu Auschwitz III (KL Monowitz) – Blechhammer.
W okresie od 21 stycznia do 2 lutego 1945 uczestniczył w ewakuacji obozu – marszu śmierci do obozu KL Groß-Rosen, następnie zaś do KL Buchenwald, gdzie dotarł 10 lutego. Tam otrzymał numer 130293 i został skierowany do bloku 66 stanowiącego podobóz dziecięcy, z którego został wyzwolony 11 kwietnia 1945. Po wojnie zdecydował się nie wracać do Polski, bowiem był jedynym ocalałym, ze swojej rodziny, liczącej około 60 członków. Następnie przebywał w obozie przejściowym w Lille, gdzie trafił również Wacek – polski bojownik ruchu oporu, zamieszkały przed wojną w Tuluzie, który uprzednio, pracując jako piekarz, dokarmiał Jeana w obozie pracy przymusowej. Ze względu na znajomość z Wackiem, Vaislic zamieszkał w Tuluzie, gdzie w 1951 poślubił ocalałą z Holokaustu Marie (ur. 1930).
Para po wojnie składała swoje świadectwa we francuskich szkołach oraz w Muzeum Pamięci Shoah w Paryżu, Vaislic zaś opisał swoje przeżycia w książce Du fond de ma mémoire. Entretiens avec un survivant de la Shoah en Pologne (pol. Z głębi mojej pamięci. Wywiad z ocalałym z Holokaustu w Polsce, 2016).
Został pochowany na cmentarzu żydowskim w Portet-sur-Garonne.

## Odznaczenia
- Kawaler Legii Honorowej (2017)[5][1]

## Publikacje
Vaislic J., Lasry P., Du fond de ma mémoire. Entretiens avec un survivant de la Shoah en Pologne, Collection Témoignages de la Shoah, Paris: Éditions le Manuscrit, 2016, ISBN 978-2-304-04612-0.